# Hastigerinidae
Hastigerinidae es una familia de foraminíferos planctónicos de la superfamilia Globigerinoidea, del suborden Globigerinina y del orden Globigerinida. Su rango cronoestratigráfico abarca desde el Messiniense (Mioceno  medio) hasta la Actualidad.

## Clasificación
Hastigerinidae incluye a los siguientes géneros:
- Hastigerina
- Hastigerinella, también considerado en la familia Globanomalinidae
- Hastigerinopsis
- Orcadia